# Héctor Rodríguez de la Sotta
Héctor Rodríguez de la Sotta (Osorno, 20 de junio de 1887 - Santiago, 27 de agosto de 1967) fue un abogado y político conservador chileno. Se desempeñó como diputado, senador, y ministro de Agricultura entre abril y junio de 1932, bajo el gobierno del presidente radical Juan Esteban Montero. Fue candidato presidencial en la elección de 1932, resultando en tercer lugar.

## Familia y estudios
Nació en la comuna chilena de Osorno el 20 de junio de 1887, hijo de Manuel Rodríguez Cisternas y Emilia de la Sotta.
Sus estudios primarios los realizó en el Seminario de Concepción. Posteriormente, estudió derecho en el Curso Fiscal de Leyes de Concepción, donde se tituló de abogado en 1908.
En el ámbito laboral, actuó como colaborador en El Diario Ilustrado, publicando columnas sobre temas económicos y financieros. También se dedicó al ámbito literario, siendo autor de obras como Inflación y Carestía (1943), O Capitalismo o Comunismo (1952) y, Propiedad privada y capital (1959).

## Carrera política
Perteneció al Partido Conservador y fue presidente de este partido en el año 1925. Asimismo, se desempeñó como vocal de la Junta ejecutiva de dicha colectividad en 1935. Su cónyuge, Carmela Olivares, fundó la sección femenina del Partido Conservador.
Se desempeñó como ministro de Agricultura, desde el 8 de abril de 1932 hasta el 5 de junio del mismo año, bajo el gobierno del presidente radical Juan Esteban Montero Rodríguez.
En las elecciones parlamentarias de 1925, fue elegido como diputado por la 11.ª Agrupación Departamental de Curicó, Santa Cruz y Vichuquén, por el período 1926-1930; integró la Comisión de Hacienda y presidió la Comisión de Trabajo y Previsión Social.
En la elección de 1932, fue candidato a la presidencia de la República en representación de los conservadores. Obtuvo el tercer lugar con 47.207 votos, equivalentes a un 13.76 % de los votos totales, logrando el triunfo el liberal Arturo Alessandri.
Luego, en las elecciones parlamentarias de 1932, fue elegido como senador por la Quinta Agrupación Provincial de O'Higgins y Colchagua, por el periodo 1933-1937. En esa ocasión integró la Comisión de Hacienda, Comercio y Empréstitos Municipales. Volvería a ser reelegido como senador para el periodo 1937-1945 por la misma Agrupación Provincial; integrando la Comisión de Hacienda y Presupuesto que además presidió y, la de Defensa Nacional. Asimismo, volvería a ser reelegido por la misma agrupación provincial para el periodo 1945-1953, continuando integrando la Comisión de Hacienda y Presupuesto, la de Constitución, Legislación y Justicia y, en calidad de reemplazante, la de Gobierno.
Durante el ejercicio de su trabajo legislativo, junto a otros parlamentarios presentó algunas mociones que después se transformaron en ley de la República, entre las cuales destaca la ley n.° 7.172, en la cual «se otorgan recursos para la celebración del II Centenario de la ciudad de San Fernando».
Después de dejar el Senado aceptó un cargo en el Consejo del Banco Central.
Falleció en 27 de agosto de 1967, en Santiago.